# Садовое (городской округ город Благовещенск)
В Амурской области также есть сёла Садовое в Ивановском районе и Садовое в Тамбовском районе.
Садо́вое — село в Амурской области, Россия. Входит в состав городского округа город Благовещенск.

## География
Село Садовое — спутник города Благовещенска, прилегает к его северной окраине.
Западнее села проходит автодорога Благовещенск — Свободный.

## Население
| 2002  | 2010  | 2012  | 2013  | 2014  | 2015  | 2016  |
| ----- | ----- | ----- | ----- | ----- | ----- | ----- |
| 954   | ↗1088 | ↘1078 | ↘1065 | ↗1068 | ↗1075 | ↗1085 |
| 2017  | 2018  | 2021  |       |       |       |       |
| ↗1089 | ↘1087 | ↘1018 |       |       |       |       |

## Улицы
| - ул. Восточная, - ул. Высокая, - ул. Зелёная, - ул. Луговая, - ул. Молодёжная, - пер. Молодёжный, | - ул. Нагорная, - ул. Новая, - ул. Октябрьская, - ул. Пионерская, - ул. Полевая, - ул. Садовая, | - пер. Садовый, - ул. Северная, - ул. Солнечная, - ул. Спортивная, - ул. Строительная, - ул. Юбилейная. |